# Rimicaris exoculata
Rimicaris exoculata Williams & Rona, 1986 é uma espécie de camarão da família dos Alvinocarididae que habita os campos hidrotermais de grande profundidade do Oceano Atlântico, tendo sido encontrada entre os 1620 m e os 3670 m de profundidade. Alimenta-se de bactérias que transporta em guelras modificadas.

## Descrição
Conhecido por camarão-cego, a espécie Rimicaris exoculata faz parte da família dos Alvinocarididae, uma agrupamento taxonómico que agrega algumas espécies de pequenos camarões que têm como habitat as chaminés hidrotermais existentes nos fundos marinhos ao longo das dorsais oceânicas. A espécie Rimicaris exoculata foi encontrada apenas nos campos hidrotermais de grande profundidade do Oceano Atlântico, o o conhecimento da sua distribuição natural é incompleto.
Os exemplares adultos da espécie medem cerca de 5 cm de comprimento e apresentam a particularidade de serem desprovidos de olhos funcionais e de possuirem uma "mancha ocular" no dorso na qual existe uma elevada concentração do pigmento oftálmico rodopsina sob uma área transparente da cutícula que recobre a carapaça. A concentração de rodopsina é consistente com a utilização da "mancha ocular" para detectar a radiação infravermelha com comprimento de onda em torno dos 500 nm emitida pela água quente ejectada pelas fontes hidrotermais..
A espécie tende a ser muito abundante sobre as paredes das chaminés hidrotermais, formando ali comunidades de várias dezenas de milhar de indivíduos, com densidades que em média são de 2500 indivíduos/m². A espécie tem como habitat preferencial zonas onde a temperatura ambiente flutua entre os 10 ºC e os 30 ºC.
A carapaça e o orifício bucal das espécie de Rimicaris estão recobertas de bactérias filamentosas. A cavidade branquial está também revestida por um tapete microbiano. O papel destes microorganismos permanece pouco conhecido, sendo objecto de investigação corrente, mas especula-se que as bactérias mantêm uma relação de mutualismo com o hospedeiro.